# الکسی توپولف

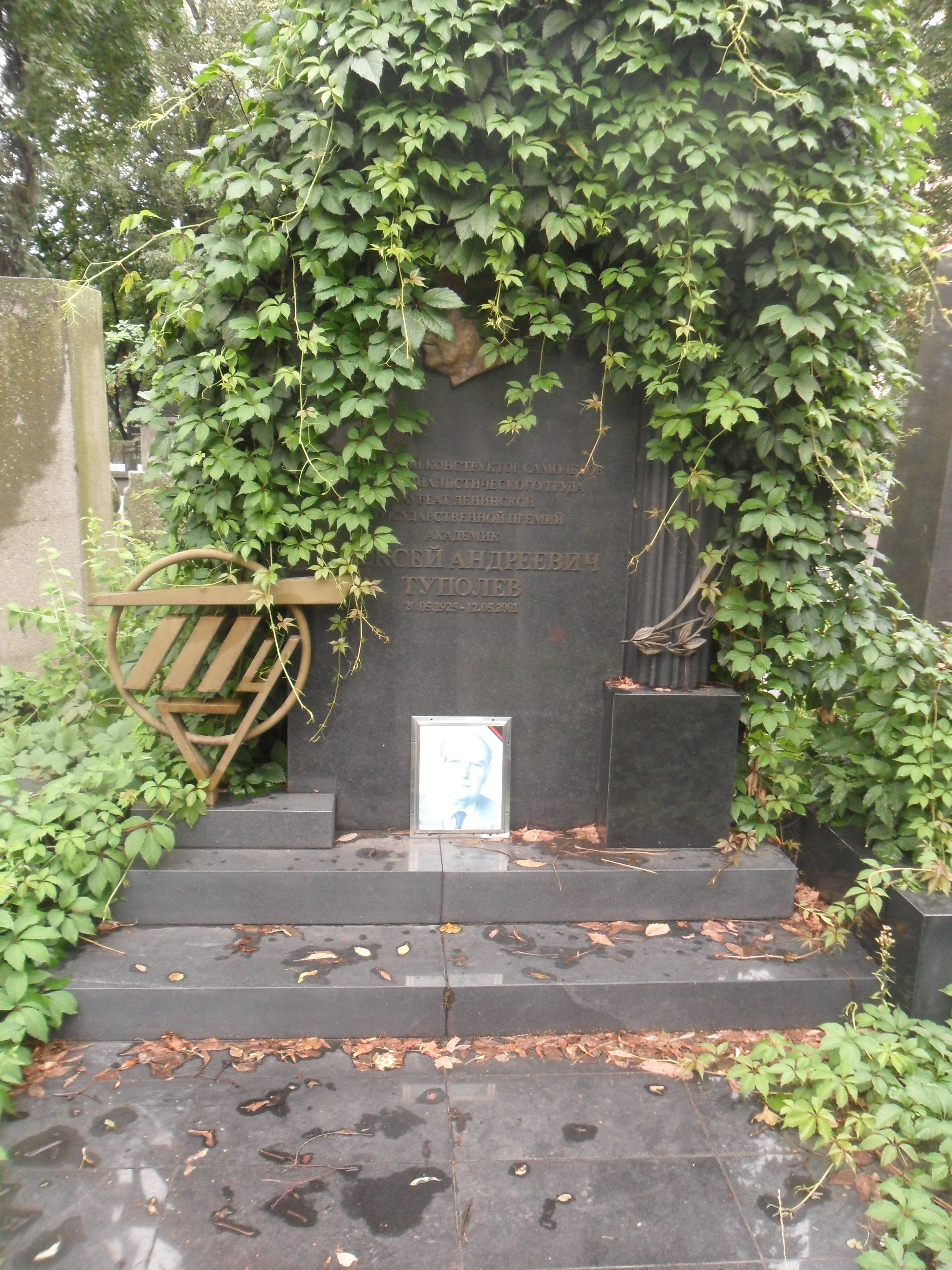
سنگ‌مزار الکس توپولف در قبرستان نوودویچی - ۲۰۱۳

الکسی آندرویچ توپولف (به روسی: Алексей Андреевич Туполев) طراح هواپیمای روسی که سرگروهی ساخت جت مسافرتی مافوق صوت توپولف تی او-۱۴۴ را به عهده داشت. همچنین وی در طراحی فضاپیما بوران و توپولف تی یو-۲۰۰۰ نیز کمک کرده‌است.
الکسی فرزند آندره توپولف طراح مشهور هواپیما و بنیانگذار شرکت توپولف بود. او در سال ۱۹۴۹ از دانشکده هوانوردی مسکو فارغ‌التحصیل و در شرکت پدرش به عنوان مهندس طراح هواپیما به کار مشغول شد. در سال ۱۹۶۹ به سمت مهندس ارشد شرکت توپولف ارتقا یافت.